# اچ‌دی ۳۰۴۵۳
اچ‌دی ۳۰۴۵۳ یک ستاره است که در صورت فلکی ارابه‌ران قرار دارد.